# Inocentes de Maricá
O Grêmio Recreativo Escola de Samba Inocentes de Maricá foi uma escola de samba de Maricá que participa do Carnaval de Niterói. Fundada em 20 de maio de 2003, tinha como comunidade base Condomínio Santa Paula, Inoã, São José do Imbassaí.

## História
A escola foi vice-campeã do grupo de acesso de Maricá em 2004, seu ano de estreia, se afastando dos desfiles nos dois anos seguintes e retornando aos desfiles em 2007, conquistou dessa vez o título do grupo de acesso, após ser fortemente aplaudida pelo público., em 2008 foi campeã do grupo especial do município.
Para 2010, com a paralisação dos desfiles em Maricá, a escola passou a desfilar em Niterói, onde vigorava o grupo único, mas haveria naquele ano rebaixamento e criação de uma segunda divisão. Naquele ano, a escola sagrou-se vice-campeã do grupo principal.
Para 2011, a escola de Maricá trouxe o consagrado intérprete Nêgo.
Para 2012, escolheu um enredo sobre as Olimpíadas. Seu carnaval seria novamente desenvolvido por Cláudio de Jesus, mas esse faleceu, e uma comissão de Carnaval deu prosseguimento ao seu trabalho, mas por fim a escola acabou por não desfilar.
Com a reativação do carnaval de Maricá, que passa a ser fora de época, a escola traz Bruno Ribas como seu novo cantor oficial.

## Carnavais
| Ano                                   | Colocação    | Grupo              | Enredo | Carnavalesco         | Intérprete                  | Ref                     |
| ------------------------------------- | ------------ | ------------------ | --- | -------------------- | --------------------------- | ----------------------- |
| 2007                                  | Campeã       | Acesso (Maricá)    | | Cláudio de Jesus     |                             |                         |
| Não desfilou nos anos de 2008 e 2009. |              |                    | |                      |                             |                         |
| 2010                                  | Vice-Campeã  | Especial (Niterói) | Aos Inocentes uma lenda o Pajé contou, que na pajelança Unhamangará em Mãe Terra se transformou Compositores:Mr.“M” do Cavaco, Baby do Cavaco, Fanny Zereman, Bruno do Né e Jorge Cabral. | Cláudio de Jesus     | Ito Melodia                 | [ 5 ]                   |
| 2011                                  | 3º lugar     | Especial (Niterói) | Do sagrado ao profano com o néctar dos deuses, a Inocentes da um porre de felicidade (Compositores:Baby do Cavaco e Leonardo Mariano.)                                                    | Cláudio de Jesus     | Nêgo, Nego Lindo e Neguinho | [ 4 ] [ 6 ] [ 7 ] [ 8 ] |
| 2012                                  | Não desfilou | Especial (Niterói) | O sonho se torna verdadeiro... o Olimpo chega ao Rio de Janeiro | Comissão de Carnaval |                             |                         |
| 2018                                  |              | Especial (Maricá)  | Madeleine Colaço e o ponto Brasileiro... Que deu samba | Beth Morgado         | Bruno Ribas                 |                         |